# Lo lắng bị thiến
Lo lắng bị thiến là nỗi sợ hãi của sự cắt bỏ bộ phận sinh dục nam theo cả nghĩa đen và nghĩa bóng. Lo lắng thiến là nỗi sợ hãi quá mức về thiệt hại, hoặc mất đi, dương vật của một trong những lý thuyết phân tâm học sớm nhất của Sigmund Freud. Mặc dù Freud coi lo lắng bị thiến là một kinh nghiệm phổ quát của con người, nhưng một số nghiên cứu thực nghiệm đã được thực hiện về chủ đề này. Giả thuyết cho rằng một đứa trẻ có nỗi sợ bị tổn thương đến bộ phận sinh dục của chúng bởi cha mẹ cùng giới (ví dụ như một đứa con trai sợ cha mình) như là sự trừng phạt cho những cảm xúc tình dục đối với cha mẹ khác giới (ví dụ như một đứa con trai đối với mẹ của mình). Người ta đã đưa ra giả thuyết rằng sự lo lắng về sự thiến bắt đầu trong độ tuổi từ 3 đến 5, còn được gọi là giai đoạn phallic theo Freud. Mặc dù thường liên quan đến nam giới, lo lắng bị thiến được lý thuyết là có kinh nghiệm theo những cách khác nhau cho cả nam và nữ.